# Argyresthia praecocella
Argyresthia praecocella — вид лускокрилих комах родини аргирестіїд (Argyresthiidae).

## Поширення
Вид поширений в Європі (крім Португалії, Ірландії та Балканського півострова), Росії та Японії.

## Опис
Розмах крил 9-10 мм.

## Спосіб життя
Метелики літають з травня по липень. Гусениці живляться хвоєю ялівця звичайного та ялівця храмового. Зимує на стадії лялечки.